# Joseph Ventaja
Joseph Ventaja (* 4. Februar 1930 in Casablanca, Marokko; † 11. August 2003 in Bordeaux) war ein französischer Boxer. 
Ventaja gewann 1951 den Europameistertitel im Federgewicht (-57 kg). Bei den Olympischen Spielen 1952 erreichte er nach Siegen über Juri Sokolow, Sowjetunion (2:1), Sydney Greave, Pakistan (3:0), und Edson Brown, USA (3:0), das Halbfinale. Dieses verlor er mit 2:1 Richterstimmen gegen den Italiener Sergio Caprari und gewann damit die Bronzemedaille.
1956 wurde Ventaja Profi und gewann seine ersten 11 Kämpfe. Seinen zwölften Kampf verlor er gegen Bobby Ros. Nach dieser Niederlage ging es mit ihm bergab und er gewann von seinen nächsten 6 Kämpfen nur 2. Nach einer Niederlage 1958 gegen Epiphane Akono beendete Ventaja seine Karriere nach 13 Siegen (9 KO) in 18 Kämpfen.
| Personendaten    | Personendaten       |
| ---------------- | ------------------- |
| NAME             | Ventaja, Joseph     |
| KURZBESCHREIBUNG | französischer Boxer |
| GEBURTSDATUM     | 4. Februar 1930     |
| GEBURTSORT       | Casablanca, Marokko |
| STERBEDATUM      | 11. August 2003     |
| STERBEORT        | Bordeaux            |